# La Lune (1641)
Pour les articles homonymes, voir Lune (homonymie).
La Lune est un navire de la marine de guerre de Louis XIII lancé en 1641 à Indret. Il participe à de nombreux engagements pendant la guerre avec l’Espagne, en soutien au prince Rupert à Lisbonne, lors de la Fronde sous Louis XIV et contre les Barbaresques. C'est au retour de l’une de ses missions qu'il coule au large de Toulon le 6 novembre 1664. Redécouverte en 1993 lors d'une plongée du sous-marin le Nautile, l'épave fait l'objet à partir de 2012 de plongées servant de tests pour le nouveau navire français d'exploration archéologique du DRASSM, l'André Malraux.

## Historique

### La place dela Lunedans la flotte royale

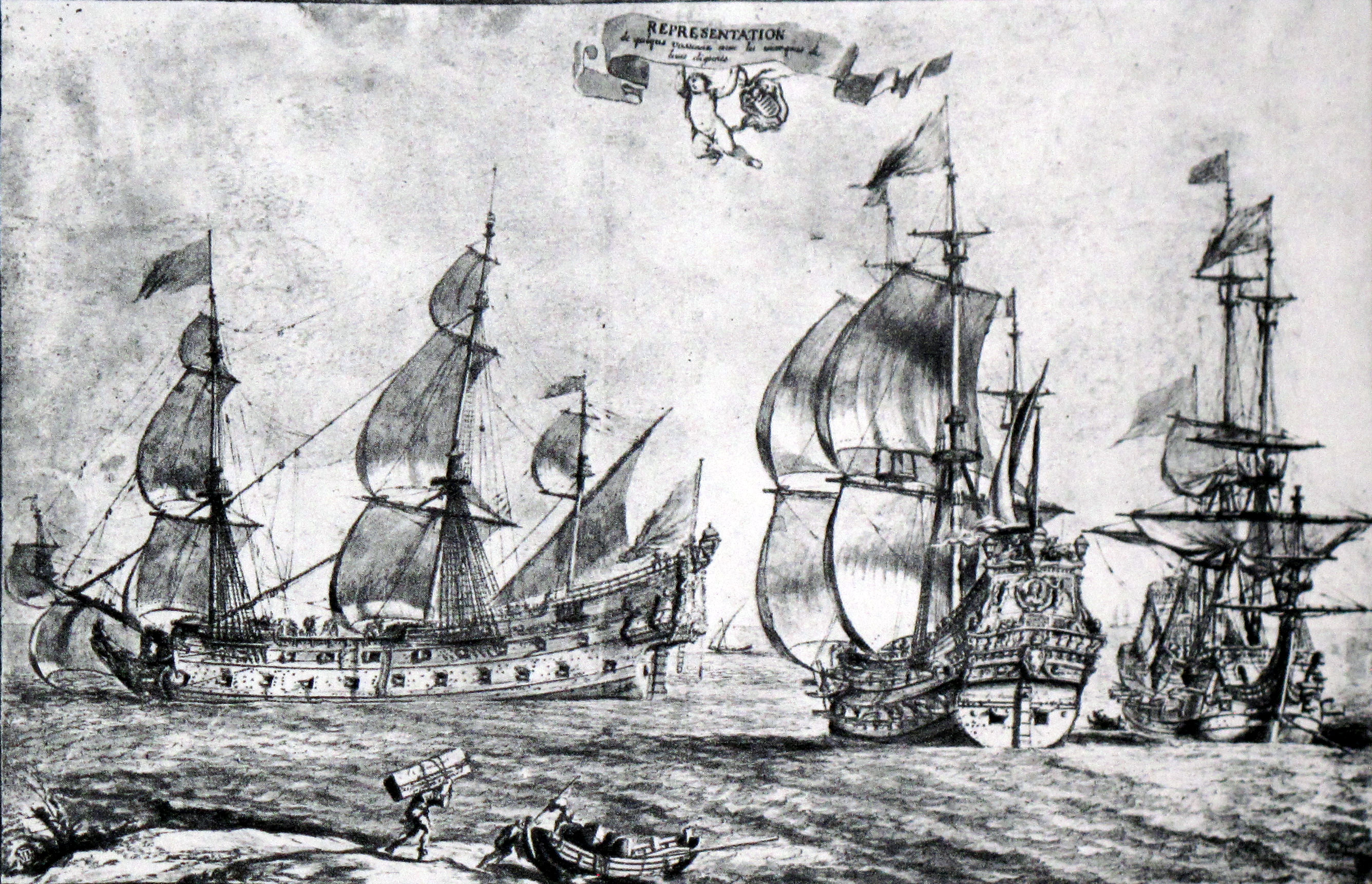
La Lune avec la Reine (au milieu) et le Jupiter (à droite).

Construit entre 1639 et 1641 au chantier naval d'Indret, la Lune est lancée en 1641. Il s'agit d’un vaisseau de guerre de 600 à 800 tonneaux, 43 mètres de long à la flottaison et 10 de large, percé pour porter son artillerie sur deux ponts avec quelques pièces sur les gaillards avant et arrière. A sa mise en service, en 1642, La Lune ne porte que 36 canons, ce qui explique qu’on la présente parfois comme une frégate alors qu'avec ses deux ponts, il s’agit bien d’un vaisseau de guerre. 
La Lune entre en service alors que s’achève – il meurt en 1642 – le ministériat de Richelieu, qui a réussi à convaincre Louis XIII que la France doit se doter comme l’Espagne, l’Angleterre où la Hollande, d’une puissante marine de guerre. Le vaisseau intègre la soixantaine d’unités réparties entre l’Atlantique et la Méditerranée dont dispose Louis XIII à cette date. L'équipage se compose normalement de 350 hommes dont 5 officiers, une cinquantaine d'officiers mariniers, 190 matelots et 100 soldats.
Le classement par rang des vaisseaux n’existe pas en 1641-1642 dans la marine française. Néanmoins, au vu de sa taille, la Lune est une forte unité de guerre dont l’armement peut être augmenté (ou réduit) en fonction de sa mission. L’examen du seul dessin connu du navire (réalisé vers 1654 par Pierre Puget), montre que le premier pont est percé à 11 sabords et le second semble-t-il à 10 sabords. Il n’est pas possible de dénombrer les pièces sur le gaillard d'avant, mais sur l’arrière, on entraperçoit 2 (et peut-être 3, au travers des haubans) canons. La bordée peut donc monter à 23-24 canons, ce qui donne sur les deux flancs un total de 46 ou 48 canons, sans tenir compte des pièces de chasse et de retraite. Ce volume d’armement correspond globalement aux sources de 1642 et de 1649 qui donnent la Lune percée pour 54 pièces (le maximum connu, sans doute avec les gaillards plus les sabords de chasse-retraite) et à celle de 1664 qui parle de 48 canons.

### La guerre contre l’Espagne et la Fronde (1642 - 1659)

#### Les combats en Méditerranée

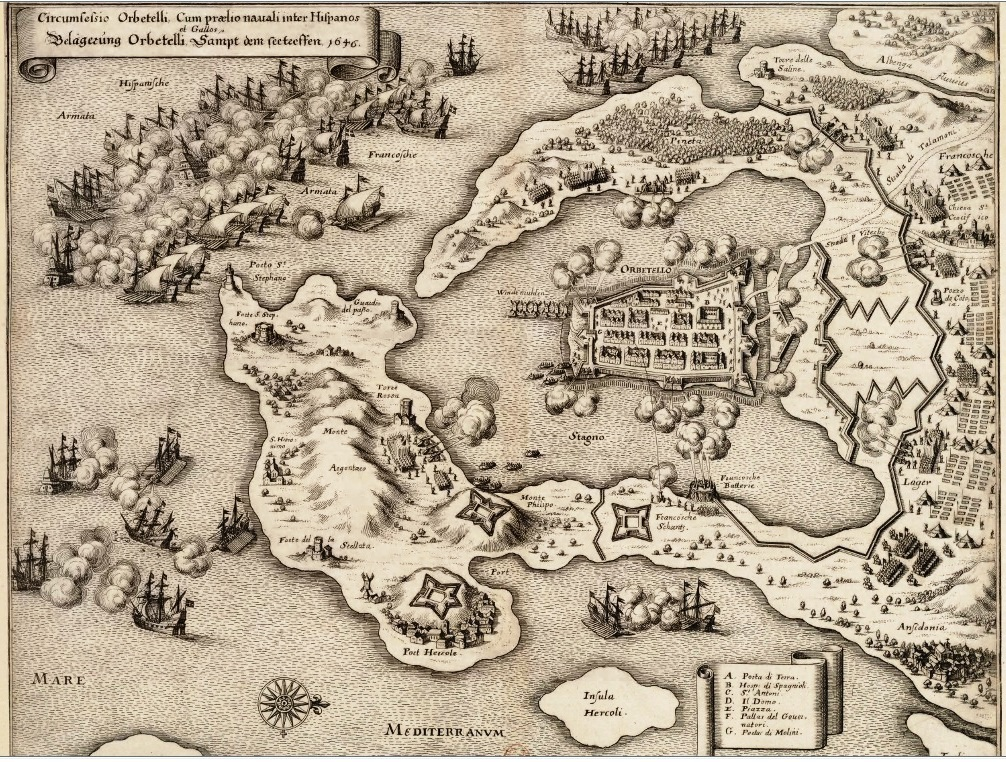
La bataille d’Orbetello, à laquelle participe la Lune en 1646.

Lorsque la Lune entre en service, la guerre contre l’Espagne dure depuis 1635. Le vaisseau apparaît au combat en 1646 lorsque la France lance une puissante expédition sur les côtes de Toscane pour tenter d’en chasser les Espagnols. La Lune est montée par le vice-amiral Du Daugnon qui commande en second (derrière le Marquis de Maillé-Brézé sur le Grand Saint-Louis). 
Le 14 juin, la bataille s’engage avec l’escadre de Francisco Diaz Pimienta venue secourir les postes espagnols. La Lune est à la tête de l’aile gauche française. Après plusieurs heures de mêlée, la victoire se dessine pour les Français, mais Maillé-Brézé est tué au cours de l’un des derniers échanges de tir. Le commandement revient à Du Daugnon, qui se montre incapable d’exploiter la victoire puis ordonne de nuit un repli général sur Toulon et Marseille, abandonnant ainsi les navires de transport et le corps expéditionnaire qui a débarqué quelques jours plus tôt. Cette retraite honteuse provoque un scandale et condamne l’expédition de Toscane à l’échec.
À l’été 1647, les Français massent, sous les ordres de Du Plessis de Richelieu, une flotte de vingt-sept vaisseaux, vingt galères, dix flûtes et brûlots pour attaquer Naples, autre possession espagnole en Italie. En fait partie la Lune, qui arrive du Ponant sous les ordres du chef d’escadre Jacques Dumé, accompagnée de deux autres vaisseaux. La Lune occupe encore une fois une place importante puisqu’elle porte à la misaine le pavillon de l’un des deux vice-amiraux de l’escadre. La campagne, cependant, se traîne et les Espagnols font parvenir des renforts alors que la ville se révolte contre eux et demande l’aide de la France. 
L’hiver arrive. Une tempête bouscule les navires français et les pousse vers le fond du golfe de Naples. Le 21 décembre, un combat s’engage. Il est mené par La Lune qui, à la tête d’une division de six navires, attaque trois gros vaisseaux totalisant 500 canons et deux transports que cinq galères ont abandonnés à Castellammare di Stabia. Les équipages espagnols soutiennent pendant deux heures le feu français. Deux autres vaisseaux doivent rejoindre le combat pour soutenir le vice-amiral Jacques Dumé. Les Espagnols, à bout, font sauter leurs trois vaisseaux. Un transport est pris, l’autre s’échoue. 
Les Français bombardent ensuite Castellammare en vue de s’en emparer, mais c’est alors que la flotte espagnole de Don Juan d’Autriche, forte de plus de quarante vaisseaux et plus de vingt galères, décide d’engager le combat. La mêlée qui s’engage près de Capri est très violente. Elle tourne à l’avantage des Français mais n’est pas décisive. Le 29 décembre puis le 1er janvier 1648, Du Plessis de Richelieu offre encore la bataille à Don Juan d’Autriche, mais celui-ci se dérobe. Le 5 janvier la Lune quitte le golfe avec le reste de la flotte pour regagner les ports français. Naples reste entre les mains de Madrid. La campagne est un échec complet.

#### Les combats devant Bordeaux lors de la Fronde
Le 28 août 1648, l’émeute gronde à Paris. La population s’enflamme contre la sur-fiscalité provoquée par la durée du conflit avec l’Espagne et les décisions de l’autorité royale qui lui semblent abusives. C’est le début de la Fronde, guerre civile qui va durer jusqu’en 1653. 
Dans un premier temps, la marine reste fidèle au roi, mais à partir de 1649 des troubles y éclatent. C’est le cas à Bordeaux où plusieurs frégates rejoignent la municipalité frondeuse pour attaquer les positions royales. Le comte Du Daugnon qui commande l’escadre de Guyenne, réussit cependant à conserver le plus gros des effectifs sous ses ordres et les engage contre les insurgés bordelais. Il dispose de 5 000 hommes embarqués sur neuf vaisseaux de guerre, neuf frégates, vingt traversiers et cinquante barques longues. La Lune, sous les ordres de Gilles de La Roche-Saint-André, sert de navire amiral à Du Daugnon, car avec ses 54 canons c’est le plus puissant vaisseau de l’escadre. Elle embarque aussi 750 marins, soldats et volontaires. En face, l’amiral bordelais La Mothe-Guyonnet ne peut opposer que six frégates, autant de brûlots, des galères et des galiotes, mais il refuse de se plier aux sommations qui lui sont faites.
Le 5 décembre, profitant de la marée du soir, Du Daugnon attaque. Les frégates passent, mais, dans les eaux peu profondes de l’estuaire, la Lune talonne sur des bancs. Accompagnée de huit grandes galiotes, elle réussit cependant, après un violent combat, à s’emparer d’un navire bordelais de 22 canons échoué et d’un autre de 7 pièces. Le brouillard et la nuit mettent fin à l’action. Le 7, les insurgés, qui jugent qu’une bataille rangée est impossible compte-tenu de la disproportion des forces, décident de lâcher sur la Lune et le Jules (42 canons), à demi échoués, cinq brûlots, avec autant de galiotes et de chaloupes en soutien. Mais les deux vaisseaux sont protégés par un brigantin, une chaloupe et des barques chargées d’infanterie : ils interceptent les brûlots et les poussent vers la rive. Les jours qui suivent sont moins heureux pour la flotte royale dont les attaques près de Lormont et de Bacalan sont repoussées. Du Daugnon replie finalement ses navires sur le bec d'Ambès pour y débarquer ses morts et ses blessés. 
Après concertation avec les troupes royales, il reprend l’offensive. Le 27 décembre, les capitaines bordelais essaient de le piéger en se plaçant en embuscade dans une anse en aval de Lormont devant laquelle les vaisseaux royaux ne peuvent arriver qu’en file. Ils comptent écraser de feux convergents le vaisseau amiral. Tractée par deux chaloupes, la Lune s’engage en tête. Les insurgés jettent sur elle quatre brûlots, soutenus par des galères qui tirent par les créneaux de la ligne. Mais la Lune est masquée par un rideau de dix-sept chaloupes et brigantins qui écarte les assaillants et en capture un. Les Bordelais se débandent. La Lune engage le combat avec le contre-amiral des insurgés (le Notre Dame de 20 canons). La lutte, menée à portée de pistolet est très dure, mais les 120 survivants finissent par se rendre. Une heure après la bataille, les dirigeants bordelais, aux abois, envoient une députation à bord de la Lune implorer la paix – que le gouvernement leur accorde.

#### La campagne devant Lisbonne en soutien auprince Rupert
Le comte du Daugnon envoie la Lune, commandant Gilles de La Roche-Saint-André, et le Jules, commandant Pierre Dumont de La Lande, devant Lisbonne en soutien au prince Rupert, qui s’y est réfugié lors de la première révolution anglaise. Les deux vaisseaux arrivent à l’embouchure du Tage début avril 1650. Mais la flotte de Robert Blake du Commonwealth d’Angleterre, opposant de Rupert, est déjà sur place. Les deux capitaines français, la prenant pour la flotte royaliste, se présentent à Blake, qui les aurait capturés si la loi ne l'en avait empêché. La Lune et le Jules rejoignent alors Lisbonne et restent à la disposition de Rupert, qui finit par s’échapper de Lisbonne le 12 octobre 1650 après de nombreuses tentatives. Le Jules est pris quelques jours plus tard par les vaisseaux de Blake, mais la Lune parvient à regagner la France. Un ordre du comte du Daugnon en date du 25 novembre 1650 enjoint Gilles de La Roche-Saint-André de conduire la Lune à La Tremblade pour qu’elle y soit désarmée et réparée. Elle a en effet beaucoup souffert à cause des divers combats qu’il a été obligé de rendre contre les Anglais. Il faut la radouber et la remâter avant qu’elle puisse regagner Brest.
En 1652, le comte du Daugnon a lui-même rejoint le parti de la Fronde. Le 9 août, aux côtés d’une escadre espagnole, il est à bord de la Lune dans le Pertuis d’Antioche, entre les îles de Ré et d’Oléron, où il affronte la flotte du duc de Vendôme, venue le combattre. De nombreux navires sont perdus, mais la Lune parvient à s’enfuir.

### Les expéditions contre les Turcs et les Barbaresques (1660 - 1664)

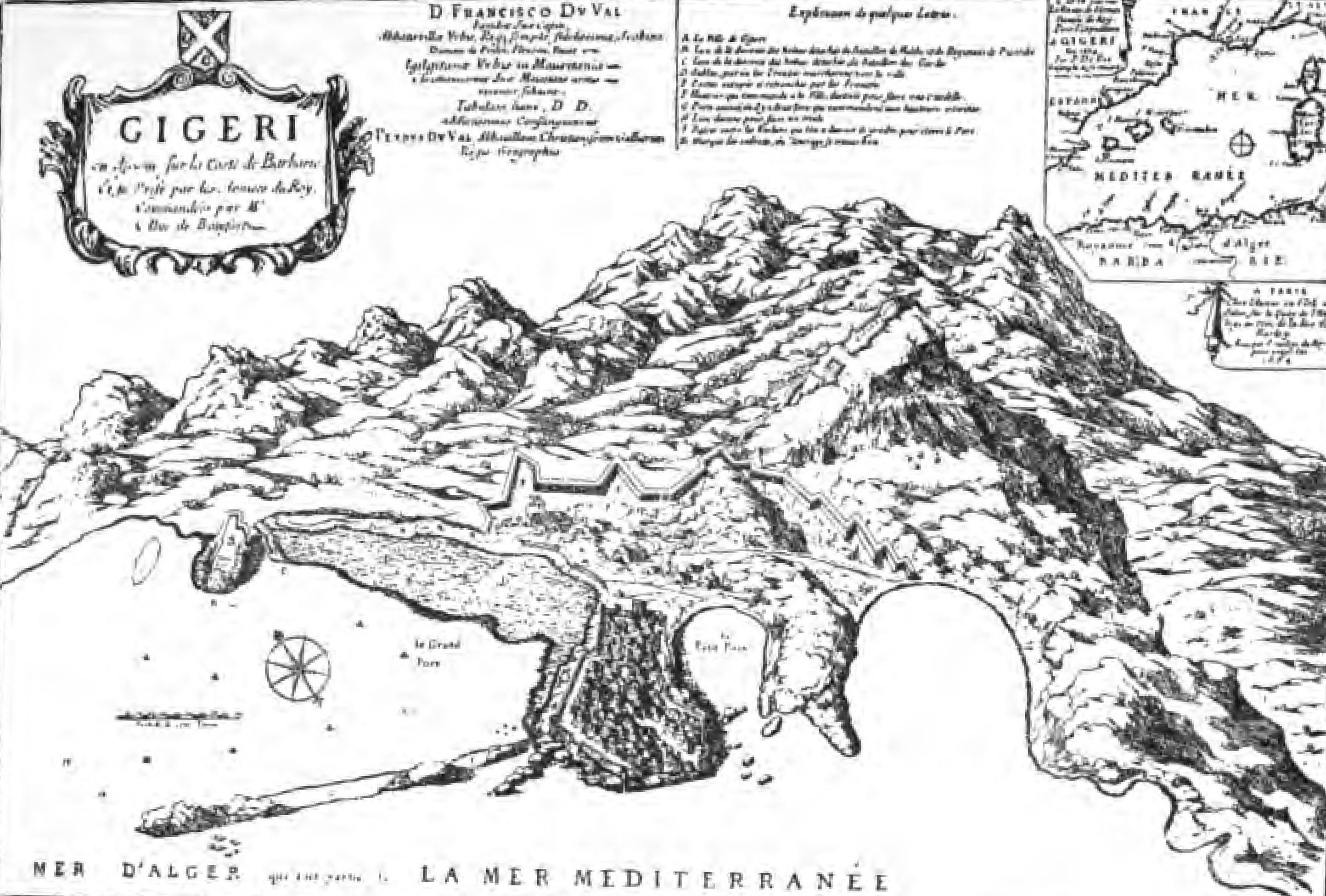
Représentation de Djidjelli en 1664.

L'expédition de Djidjelli commence à partir du 2 juillet 1664. Le navire est fragilisé dès avant le début de l'expédition et est ancien, il est toutefois utilisé du fait de la faiblesse de la marine royale de l'époque.
Il embarque devant Djidjelli (Algérie) dix compagnies du régiment de Picardie soit environ 800 hommes supplémentaires. Il y a donc une surcharge d'hommes dont certains blessés, outre les membres d'équipage destinés à manœuvrer le navire. La traversée met quatre jours, durant lesquels les membres de l'équipage doivent écoper car le navire prend l'eau.
À son retour à Toulon, le Commandeur de Verdille, capitaine de vaisseau, se voit refuser l'accès à la rade, les navires susceptibles d'apporter la peste étant mis en quarantaine par l’Intendant de la Marine Louis Testard de la Guette. S'étant éloigné de la rade de Toulon, le vaisseau se disloque, s'ouvre en deux et coule à pic — « comme du marbre » selon les témoignages des rescapés — dans la rade d'Hyères, à proximité des îles d'Hyères, avec à son bord les dix premières compagnies du régiment de Picardie.
Plus de 700 hommes périssent noyés, avec parmi eux le général de la Guillotière, l'un des deux maréchaux de camp du comte de Gadagne durant l'expédition,. Une centaine de rescapés parviennent à gagner l'île de Port-Cros mais, abandonnés sur cette île déserte de 7 km2, ils meurent tous de faim. Le Commandeur de Verdille et Antoine Bœsset de La Villedieu (aide de camp du général de la Guillotière) s'en réchappent tous les deux à la nage,. On n'aurait compté en tout que quelques dizaines de rescapés, voire seulement 24 selon Bachelot.

## Exploration

### Découverte de l'épave
Le 15 mai 1993, l'épave de La Lune est découverte par hasard par l'équipe de Paul-Henri Nargeolet lors de tests de plongée du Nautile, submersible de recherche de l'IFREMER, gisant par 90 m de profondeur au large de Carqueiranne. Le navire, au fur et à mesure des années, s'est effondré sur lui-même et le site a fini par créer un tumulus de 3,5 m de hauteur, les pièces d'artillerie restant alignées.
Le site est alors succinctement expertisé et marqué par les archéologues et, en attendant d'entreprendre une véritable fouille de l'épave, opération longue et coûteuse, il est protégé par arrêté préfectoral dès le 27 janvier 1994.
L'année suivante, Marie-Chantal Aiello a réalisé un documentaire pour France 3, La Lune et le Roi Soleil. Pascal Guérin et Herlé Jouon ont réalisé, en 2013, un documentaire intitulé L'Épave cachée du Roi-Soleil pour Arte. En 2018, la série documentaire Enquêtes en Eaux Profondes consacre à l'exploration de l'épave un épisode, intitulé "On a plongé sur la Lune".

### Campagne archéologique de 2012
La campagne de 2012 est prévue pour durer 5 jours seulement, car la zone est localisée dans une zone militaire soumise à une haute surveillance.
Les membres de l'équipe de fouilles sous la direction de Michel L'Hour souhaitent remonter de l'épave de la vaisselle, des armes et également un canon en bronze. La profondeur nécessite une préparation intense de l'expédition. Cette profondeur, ajoutée au fait que cette opération soit la première menée par l'André Malraux, donne à la fouille un enjeu particulier.
Le 8 octobre 2012, l'opération conjointe de navires civils et militaires débute. Outre l'André Malraux, sont présents le remorqueur de la Marine Nationale Jason, duquel est mis à l'eau un scaphandrier équipé d'une combinaison pressurisée Newtsuit, le navire d'exploration Minibex de la Comex et son sous-marin habité Remora 2000 muni d'un dispositif de caméras.
L'expédition est l'occasion d'expérimenter de nouvelles techniques de fouilles sous-marines, expérimentation de l'usage du visionnage de l'épave en 3D (Dassault Systèmes) et également expérimentation d'une fouille en eaux profondes. Très peu d'épaves situées en eaux profondes ont été explorées. La fouille de La Lune est importante pour valider des techniques de fouilles à ces profondeurs ainsi que comme chantier où agissent différents engins sous-marins.
Une seconde campagne de fouilles est prévue, avec comme objectif de remonter un canon, de la vaisselle et des effets personnels de l'équipage, afin de pouvoir en appréhender la culture matérielle.
Pour préparer cette campagne, quelques semaines plus tôt, Ifremer avait déployé son véhicule autonome sous-marin (AUV) AsterX pour effectuer un relevé bathymétrique précis grâce à un sondeur multifaisceau. L'université de Gérone (Espagne) a, elle aussi, contribué à la cartographie du site en effectuant une photogrammétrie à l'aide d'un système stéréoscopique embarqué sur son véhicule autonome sous-marin Girona 500.

### Campagne archéologique de 2014
En 2014, le DRASSM organise une campagne d'essais robotiques,, dans le cadre de son programme de développement de l'archéologie des abysses. À partir du navire André Malraux, plusieurs systèmes sont expérimentés (scanner laser, chenillette, éclairages...) en partenariat avec plusieurs entreprises et avec le laboratoire de robotique LIRMM.
Le prototype de ROV Speedy, conçu par le LIRMM, emporte un prototype de main robotique dont la mécanique a été conçue par la société Techno Concept et effectue des prélèvements archéologiques (bouteilles en terre-cuite et bouteilles en verre, notamment). Cette main est capable de saisir les objets avec une grande délicatesse. Le robot Speedy dispose d'un pilotage assisté par ordinateur qui lui permet de placer la main avec précision sur les objets. Le robot Speedy a également testé une griffe de prélèvement, adaptée au prélèvement d'objets plus gros,.

### Campagne archéologique de 2015
A l'automne 2015, le DRASSM organise une nouvelle campagne d'essais robotiques. Toujours depuis le navire André Malraux, les robots Speedy et Leonard du LIRMM sont déployés interconnectés pour effectuer diverses tâches en collaboration. Cette campagne permet d'évaluer l'intérêt d'utiliser simultanément deux robots pour les travaux archéologiques. Les deux robots sont reliés par un ombilical commun. Cette campagne était préparatoire à la campagne de 2016 durant laquelle l'humanoïde sous-marin Ocean One a été déployé, accompagné par le ROV Leonard.

### Campagne archéologique de 2016
Les premiers essais,,,, du robot humanoïde sous-marin Ocean One de Stanford University ont eu lieu mi-avril 2016 sur cette épave, en collaboration avec le DRASSM et le LIRMM. A cette occasion un pot catalan en terre-cuite est prélevé par l'humanoïde. Le robot Ocean One partageait son ombilical avec le ROV Leonard du LIRMM, afin de minimiser l'effet des courants marins, de disposer d'un éclairage déporté, ainsi que d'un point de vue extérieur.

### Campagne archéologique de 2022
En novembre 2022, le DRASSM a mené une campagne archéologique sur le site de la Lune avec le navire de recherche Alfred Merlin. Cette mission a permis de renouveler la cartographie photogrammétrique du site et de prélever plusieurs objets,. Les robots sous-marins Arthur, Hilarion et Basile ont été utilisés pour mener cette campagne.